# Tripitaka
Tripitaka er buddhismens hellige skrift. Det betyder "de tre hovedstrømninger" og indeholder
1. Ordensreglerne (Vinaya Pitaka)
2. Buddhas prædikener (Sutta Pitaka)
3. Kommentarer til Buddhas prædikener (Abidhamma Pitaka)

| Religion | Spire Denne religionsartikel er en spire som bør udbygges. Du er velkommen til at hjælpe Wikipedia ved at udvide den. |